# エイサ・ユスプ・アルプテキン
エイサ・ユスプ・アルプテキン（ウイグル語: Eysa Yusup Alptekin、中国語: 艾薩·玉素甫·阿布甫泰肯、拼音: Àishā Yóushūfū Ābùtàijīn、トルコ語: İsa Yusuf Alptekin、1901年 - 1995年）は、中華民国期のウイグル人政治家、ウイグル独立運動活動家。

## 略歴
1901年にカシュガルのイェンギサールにて生まれる。新疆省政府に任官後、1926年には、ソ連領中央アジアのアンディジャンに領事館職員として派遣された。
1931年にハミのホージャ・ニヤズらが反乱を起こし、新疆省政府主席の金樹仁が失脚すると、南京の中国国民党政府に接近して、金樹仁の新疆での暴政を告発した。南京では、中国語雑誌『辺鐸』『天山』を出版して、新疆省の諸問題について宣伝を行い、新疆における自治権の拡大を主張した。1936年には、中華民国の国会議員に選出された。
1946年に東トルキスタン共和国政府と、中国国民党との交渉の結果、両者の合同による新疆省連合政府が成立すると、アルプテキンは国民党側の代表者として新政権に参画。1947年には、秘書長に就任した。
1949年に国共内戦が終結し、省政府主席ブルハン・シャヒディが中国共産党政権への合流を決定すると、インドのカシミールに亡命した。
1954年には、トルコに渡り、イスタンブールにて「東トルキスタン亡命者協会（Doğu Türkistan Göçmenler Cemiyeti）」を設立し、雑誌『東トルキスタンの声（ウイグル語：Shärqiy Türkistan awazi、トルコ語：Doğu Türkistan Sesi）』を出版。東トルキスタン問題の存在を国際世論に訴えることに努めた。
1995年12月17日にトルコにて死去。
息子のエルキン・アルプテキンもウイグル独立運動の活動家として著名。